# Lucchesi
Lucchesi ist der Name einer Familie, die ursprünglich aus Pambio (heute Teil der Stadt Lugano) im Kanton Tessin, Schweiz stammt. Verschiedene Exponenten des Geschlechts wirkten im 16. bis 18. Jahrhundert in Tirol, in Böhmen, Mähren und Thüringen als Bauingenieure, Architekten, Steinmetze, Maler und Stuckateure.
- Filiberto Lucchesi (1606–1666), siehe Filiberto Lucchese
- Giovanni Lucchesi († 1581), siehe Giovanni Lucchese

Weitere Namensträger:
- Andrea Lucchesi (1741–1801), italienischer Organist und Komponist
- Andrea Carlo Lucchesi (1859–1925), britisch-italienischer Bildhauer und Vertreter der sogenannten New Sculpture-Bewegung
- Franck Lucchesi (* 1963), französischer Fußballspieler
- Gary Lucchesi (* 1955), US-amerikanischer Filmproduzent
- Gianmarco Lucchesi (* 2000), italienischer Rugby-Union-Spieler
- Joachim Lucchesi (* 1948), deutscher Musikwissenschaftler
- Joseph Graf Lucchesi d’Averna († 1757), österreichischer General der Kavallerie[1]
- Luca Lucchesi (* 1983), italienischer Filmemacher
- Marco Lucchesi (* 1963), brasilianischer Schriftsteller, Dichter und Professor
- Mario Adinolfo Lucchesi-Palli (1840–1911), italienischer Diplomat, Gründungsmitglied des Internationalen Olympischen Komitees (IOC)

## Einzelnachweis
1. ↑  Antonio Schmidt-Brentano: Kaiserliche und k. k. Generale (1618–1815). Österreichisches Staatsarchiv 2006 (PDF) im Webarchiv.